# Дерибас, Анастасия Ивановна
Анастасия Ивановна Дерибас (урождённая Соколова, 27 октября 1741 — 19 сентября 1822, Санкт-Петербург) — жена адмирала Осипа Дерибаса.

## Биография

### Происхождение
История её происхождения туманна, по наиболее вероятной версии Анастасия Соколова была незаконнорождённой дочерью известного деятеля времён Екатерины II Ивана Ивановича Бецкого предположительно от жены полковника Екатерины Николаевны Ломан (урождённой Хрущовой). Однако, Хрущова родилась в 1761 году, и никак не могла быть матерью Анастасии Соколовой (если только наоборот). Другая версия, что она была дочерью многодетного художника Соколова, взятой на воспитание.
По её собственным словам, записанным Жемере-Дювалем (1695—1775), хранителем кабинета и медалей, а также библиотеки в Вене, она родилась на северном берегу Каспийского моря, и по происхождению была черкешенкой. В раннем детстве была перевезена в Санкт-Петербург, где каким-то образом познакомилась с княгиней Е. Д. Голицыной, супругой князя Д. М. Голицына и племянницей И. И. Бецкого, понравилась ей и была взята в её дом.

### При дворе
Первоначальным воспитанием Анастасии Соколовой занималась принцесса А. И. Гессен-Гомбургская, мать княгини Голицыной и сестра Бецкого (может быть, она и названа была в её честь). В 1757 году Анастасия Соколова сопровождала княгиню Голицыну в её продолжительном заграничном путешествии и жила в Париже. Отправляясь на воды в Бареж и Бурбон, княгиня Голицына оставляла Анастасию Соколову на попечение своей подруге, знаменитой актрисе Клерон. Канцлер А. Р. Воронцов писал:
Пресловутая Анастасия, впоследствии ставшая известной под именем Рибас, служила горничной у княгини Голицыной, которая поместила её у Клерон, чтобы сия последняя развивала её таланты.
После смерти Голицыной в 1761 году муж покойной Д. М. Голицын и И. И. Бецкой привезли Анастасию Соколову в Вену, где в театре она познакомилась с Дювалем, с которым в дальнейшем поддерживала переписку 12 лет.

Через месяц 20-летняя Анастасия Соколова уехала с И. И. Бецким в Петербург. Во время коронования Екатерины II в Москве была представлена ко двору и вскоре зачислена в штат камер-юнгфер. В этой должности Анастасия Соколова находилась до своего вступления в брак. Она обладала, как писал Дюваль, «очаровательной внешностью, прекрасным нравом» и скоро приобрела расположение императрицы и сопровождала её во всех поездках и путешествиях, получив при дворе прозвище Baby или Biby. О своих придворных обязанностях она писала к Дювалю:
Мы все пользуемся помещением, отоплением, освещением, стиркою белья и столом от двора; кроме того нам дается чай, кофе, сахар и отпускается экипаж в шесть лошадей, когда мы пожелаем. Наша служебная обязанность состоит в том, что мы должны спать, есть и делать что нам угодно, и, несмотря на все это,  мы всегда поспеваем на службу к её величеству... Биби ложится в 11 часов вечера, встает в 8 часов утра, не опускает никогда своих обязанностей, не думая, однако, о них. Первым моим делом, вход в уборную комнату её величества - рассказывать всем, что взбредет мне в голову, нисколько не стесняясь тем, слушают меня или нет, вернейшее средство занять внимание придворных, всегда жаждущих новизны. Я имею искусство их занимать, высказывая им сущую правду во всей её наготе, что считается особенной тонкостью. Я рассказываю небывальщины моим товаркам, чтобы рассмешить их, докладываю её величеству о всех являющихся, смутив их изрядно моими рассказам, оканчиваю день ужином с Бецким; тут мне лучше всего на свете; как не восхваляют благ двора, но дом благодетеля несравненно лучше.

## Замужество
27 мая 1776 года Анастасия Соколова вышла замуж за капитана русской службы Осипа Михайловича Дерибаса. Бракосочетание совершалось в церкви дворца в Царском Селе в присутствии императрицы. Однако даже после замужества Анастасия Ивановна продолжала жить в доме Ивана Бецкого до самой его смерти, на правах хозяйки принимая гостей.
Дерибас, несмотря на скромную дворцовую должность, приобрела совершенно особое влияние при дворе. Екатерина часто поручала ей занимать дожидавшихся выхода императрицы иностранных вельмож. При её первых родах Екатерина II поспешила к ней так, что поехала в чужой карете, не дожидаясь экипажа, и исполняла обязанности повивальной бабки. Обе дочери Дерибас были крестницами императрицы.
Отличительными чертами пылкого характера Дерибас были чрезвычайная весёлость и живость, которые мешали Фальконе работать над её бюстом, а Дидро, по собственному признанию, целовал её в шею, возле уха. Бобринский в своих дневниках не раз упоминал о «припадках бешенства Рибасши, добрейшей женщины, но не способной себя умерять», о её скорых расправах с дочерьми, о сценах на приёмах у Бецкого, где она то «так много так много толковала, что почувствовала себя дурно», то «хохотала до того, что боялись, что она задохнётся от смеха». Английский посланник в России в 1780-х годах лорд Мальмсбери отмечал, что отличительные особенности Анастасии Ивановны, были «большая уверенность, хитрость и глубокое знание всех петербургских сплетен, что делало её разговор интересным».
Драматург Яков Княжнин сочинил в её честь стансы:
Источник жизни, благ податель,

К тебе, о Боже, вопию

И пред тобою, мой создатель

Мою всю душу пропию.
В 1794 году после смерти Бецкого по завещанию Дерибас наследовала 80 000 рублей серебром и 40 000 ассигнациями, а также дом Бецкого на Дворцовой набережной. Польский король Станислав Понятовский, живший в Петербурге в 1790-х годах, замечал, что дом госпожи Дерибас был замечателен необыкновенным отпечатком и удивительною опрятностью. В нём на сводах был устроен сад с довольно большими деревьями и служил образцом для всех висячих садов, устраиваемых в столице.
В 1796 году Анастасия Дерибас обратилась к императору Павлу I с просьбой о денежном пособии, сообщая, что находится в столь затруднительном материальном положении, что не в состоянии даже поставить памятник на могиле Бецкого. Расстроенное состояние домашних дел объяснялось тем, что супруг Анастасии Ивановны имел большую страсть к карточной игре. В 1801 году она вновь обратилась к императору, теперь уже Александру I с просьбой об уплате долга в 30 000 рублей, оставшегося после кончины супруга. По слухам Осип Дерибас принимал участие в заговоре против Павла I, но неожиданно в декабре 1800 года скончался в своей карете (есть предположение, что он был отравлен).

До преклонного возраста Анастасия Ивановна ходила с легкостью молодой женщины, и не имела ни одного седого волоса на голове. Скончалась 19 сентября 1822 года в Санкт-Петербурге, в день своего поступления ко двору, а похоронена была на Смоленском кладбище в день коронации Екатерины II. Булгаков К. Я. сообщал в одном из писем брату:
Вчера хоронили старуху Рибасову. Ей было 89 лет, а все еще была бодра, жива и одевалась как щеголиха за 50 лет.
В некрологе о Дерибас писали как о женщине «строгой добродетели, самого строгого православия и самой лучшей христианке», секретарь саксонского посольства при дворе Екатерины II  Георг-Адольф Вильгельм фон Гельбиг писал о ней как об «умнейшей, образованнейшей, и прекраснейшей женщине всего двора».

## Семья
В браке с Осипом Дерибасом (1751—1801) у Анастасии Ивановны родилось две дочери:
- Екатерина Осиповна (1779—1852), фрейлина императрицы Марии Фёдоровны, супруга обер-полицеймейстера Санкт-Петербурга И. С. Горголи
- Софья Осиповна (1794?—1827), фрейлина императрицы Марии Фёдоровны, супруга князя Михаила Михайловича Долгорукова (1790—1841), а её внучка, то есть правнучка Анастасии Ивановны — Екатерина Долгорукова стала морганатической супругой императора Александра II.